# Jeneverbesbekertje
Het jeneverbesbekertje (Pithya cupressina) is een schimmel behorend tot de familie Sarcoscyphaceae. Het leeft saprotroof, op naalden van de  jeneverbes (Juniperus communis).

## Kenmerken
Pithya cupressina is een kleine, bekervormige schimmel die wordt aangetroffen op rottend strooisel van bomen. De ascosporen zijn bolvormig, inamyloïde, glad met korrelige inhoud en meten 9,0 tot 12,0 µm. De asci zijn 8-sporig en de sporen zijn eenzijdig gerangschikt.